# Roero (DOCG)
Pour les articles homonymes, voir Roero.
Le Roero est un vin italien de la région Piémont dont les appellations sont dotés d'une appellation DOCG depuis le 15 juillet 2004. Seuls ont droit à la DOCG les vins rouges récoltés à l'intérieur de l'aire de production définie par le décret. 

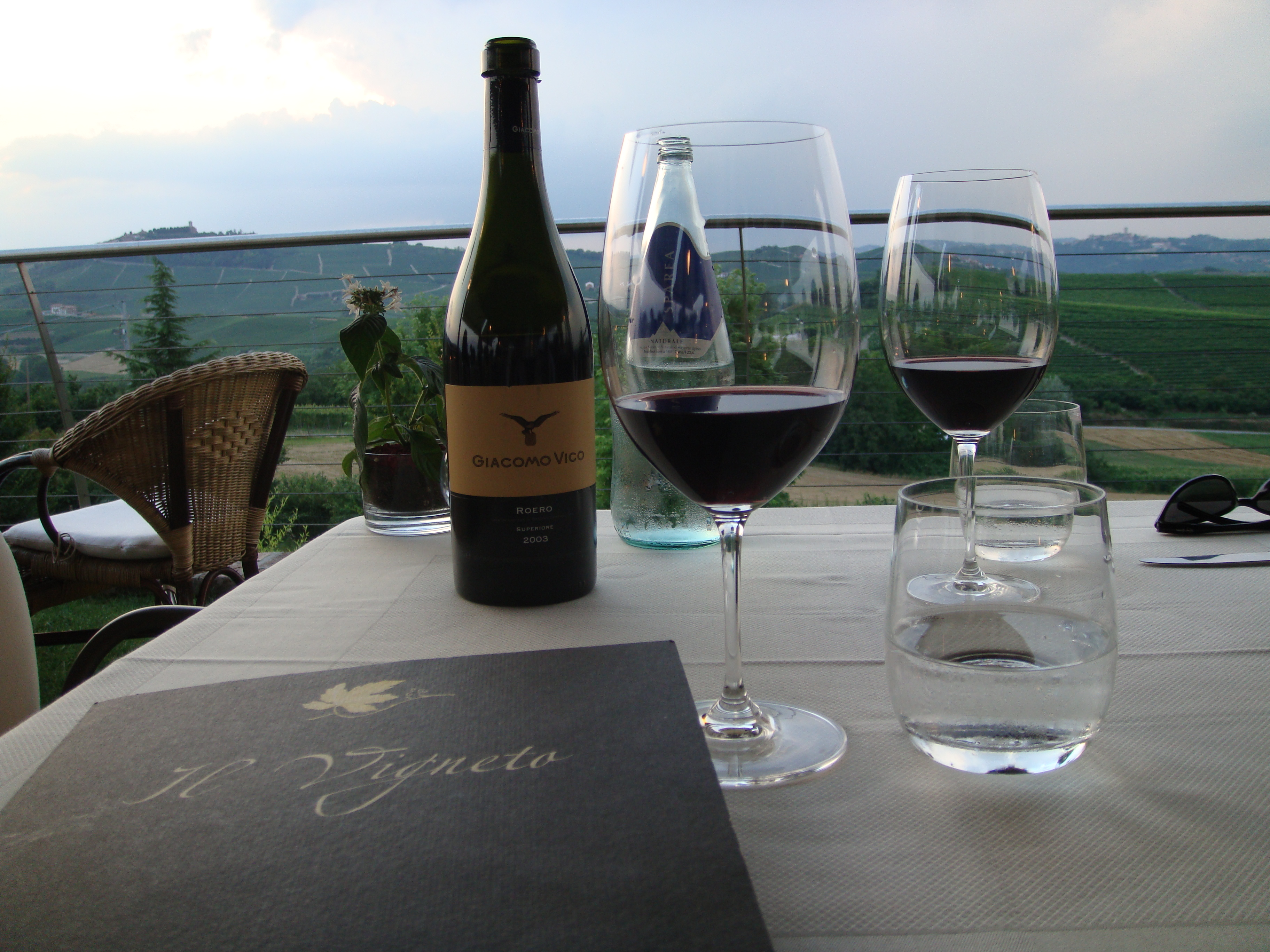
Une bouteille de Roero

## Aire de production
Les vignobles autorisés se situent en province de Cuneo dans les communes de Canale, Corneliano d'Alba, Piobesi d'Alba, Vezza d'Alba  et en partie dans les communes Baldissero d'Alba, Castagnito, Castellinaldo, Govone, Guarene, Magliano Alfieri, Montà, Montaldo Roero, Monteu Roero, Monticello d'Alba, Pocapaglia, Priocca, Santa Vittoria d'Alba, Santo Stefano Roero, Sommariva Perno.  La superficie plantée en vignes sur les collines ensoleillées qui donnent sur le Tanaro est de 202 hectares.
Voir aussi l'article Roero superiore.

## Caractéristiques organoleptiques
- couleur: rouge rubis  avec des reflets grenat après vieillissement
- odeur: fin, agréable et fugace
- saveur: sec, savoureux, avec une finale agréablement et légèrement amère, harmonieux.

Le Roero se déguste à une température de 16 – 18 °C et il se  gardera 3 – 5 ans.

## Association de plats conseillée
Les rôtis de viande rouge, le gibier, les fromages à pâte dure

## Production
Province, saison, volume en hectolitres :
- Cuneo  (1990/91)  5040,55
- Cuneo  (1991/92)  4782,0
- Cuneo  (1992/93)  5543,0
- Cuneo  (1993/94)  4619,0
- Cuneo  (1994/95)  4850,22
- Cuneo  (1995/96)  4164,0
- Cuneo  (1996/97)  5454,99